# 친환경자연순환농업협회
친환경자연순환농업협회는 2010년 12월 31일 설립·허가된 대한민국 농림축산식품부 소관의 사단법인이다. 가축분뇨를 퇴·액비 등 자원화에 따른 효과 검증 등을 통하여 축산과 경종이 상생하는 자연순환농업 모델을 제시함으로써 자연순환농업 조기정착 유도를 하는 것을 목적으로 한다. 사무실은 충청북도 청주시 청원구 오창읍 양청리 818-4(거묵상가 503호)번지에 있다.